# El Chirú
El Chirú è un comune (corregimiento) della Repubblica di Panama situato nel distretto di Antón, provincia di Coclé. Si estende su una superficie di 113,6 km² e conta una popolazione di 3.623 abitanti (censimento 2010).